# 林木西
林木西，辽宁大学经济学院教授，长期从事政治经济学、国民经济学、区域经济学的研究。

## 社会兼职
东北振兴研究中心主任。中国国务院学位委员会第六、七届学科评议组应用经济学组成员。

## 荣誉
- 长江学者特聘教授
- 中国全国先进工作者
- 中国国务院特殊津贴获得者